# Miedwiediewo (obwód tiumeński)
Miedwiediewo (ros. Медведево) – wieś (sieło) w Rosji, w obwodzie tiumeńskim, w rejonie gołyszmanowskim. W 2010 liczyła 899 mieszkańców.